# Стоян Табаков
Стоян Неделчев Вардев Табаков, известен като Хаджи Стоянчо Книжар и Стоян Табака, е български просветен деец и революционер от епохата на Българското възраждане.

## Биография
Роден е в 1836 година в разложкото село Якоруда. Учи в якорудското килийно училище на поп Стойко Грашкин. Първо е овчар, после е привлечен за съдружник в търговията от своя братовчед, съученик и другар от овчарските години Никола Вардев. Стоян Вардев носи прякора Табака, защото е с бяла кожа и руса коса, отличаващ го от другите Вардевци, които общо взето са чернокоси. Заедно с Никола през 1864 година отиват на поклонение на Божи гроб и стават хаджии. Около 1864 – 1865 година с Вардев откриват на Златарската чаршия (днешната улица „Сердика“) първата книжарница в София. Единият продава в книжарницата, а другият обикаля и снабдява с просветната стока села и градове. Книжарницата доставя български книги и учебници на училищата в Софийско и Източна Македония. Книжарите са близки хора на Софийския революционен комитет, основан от Васил Левски в 1870 година и действат като негова връзка в Софийско и на юг. Разнасят книги, карти и учебни пособия в цялата област от Орхание и Трън до Мехомия и Кюстендил, държат връзка с всички учители и по-будни хора. Развиват просветителска дейност държат речи в църквите и на събрания в училищата. В двойните дъна на сандъците с книги пренасят революционна литература и вестниците на българската борческа емиграция. В 1877 година по подозрение за революционна дейност и съдействие на руските войски, турците правят обиск в книжарницата на Вардев и Табаков. Те са арестувани за разпространение на съставения от Вардев сборник-песнопойка „Народни песни“ с патриотични текстове, сред които забранената песен на Добри Чинтулов „Вятър ечи, Балкан стене“. За тази песнопойка книжарите са осъдени на смърт.
Стоян Табаков е обесен в София на 15 ноември 1877 година на мегдана на Капан махала. На лобното му място на ъгъла на днешните улица „Веслец“ и булевард „Княз Александър Дондуков“ е поставена паметна плоча. Обесени са и още трима софийски книжари – Никола Чолака пред книжарницата му на Куручешме, на пресечката на улица „Алабин“ и булевард „Витоша“, Киро Геошев на Говежди пазар, до църквата „Свети Спас“, днес под Булбанк) и Георги Стоичков в Драз махала до североизточния лъв на Лъвов мост.
Хладнокръвното и достойно поведение на Хаджи Стоянчо по време на екзекуцията, правят силно впечатление на английския репортер на вестник „Стандарт“. След изпълнението на присъдата той откупва дрехите, с които е облечен Табаков и ги дарява на музея на мадам Тюсо в Лондон. След Освобождението при днешния Лъвов мост е планиран грандиозен мемориален комплекс. От него е осъществен Лъвовия мост, където четирите лъва символизират четиримата обесени от турците софийски книжари.